# Epitonium algerianum
Epitonium algerianum is een slakkensoort uit de familie van de Epitoniidae. De wetenschappelijke naam van de soort is voor het eerst geldig gepubliceerd in 1866 door Weinkauff.